# Свети Андрей (колеж във Варна)
Вижте пояснителната страница за други значения на Свети Андрей.
Френският колеж „Свети Андрей“ е девическо католическо училище във Варна, съществувало в края на XIX и първата половина на XX век.

## История
Орденът Oблатки на Успението e основан от Еманюел д'Алзон през 1865 г. като девическо разклонение на неговата конгрегация на успенците. През 1897 г. френски монахини-облатки се установяват във Варна и откриват девическо училище с пансион „Свети Андрей“. Монахиня Мария Андрей е първият директор. В училището се преподава на френски език. То се помещава първоначално в къща, принадлежаща на италианското консулство, чийто хол е превърнат в параклис.
 
С разрешение на министъра на народното просвещение Иван Шишманов във Варна е изградено двуетажно начално училище (на ъгъла на улиците „Опълченска“ и „Сливница“). Интересът е голям, училището се развива бързо и прераства в прогимназия. Така възниква необходимост от по-голяма сграда.
През 1902 г. по молба на френската учителка Елена Кастекс и по проект на италианския архитект Мариано Пернигони е построена нова триетажна сграда (на ул. „Стефан Караджа“ 34). През 1902 г. е построена само основната част на сградата. Тя е една от най-големите сгради в началото на 20 век във Варна. През 1909 г. отново по проект на Пернигони са построени две допълнителни крила на сградата, а след това е построен и физкултурният салон. През 1908 г. от общия брой 168 ученички в училището – 44 са били българки.
В навечерието на войните в колежа са ангажирани 26 монахини, които се грижат за около 300 ученички и пансионерки. През Първата световна война заниманията са закрити, а учителките монахини се завръщат във Франция. Сградите на колежа за използвани за военни болници.
 
В края на войната учителките-монахини се завръщат от Франция и продължават заниманията съвместно с френския мъжки колеж „Свети Михаил”. През учебната 1919/1920 г. е открит предучилищен клас.
 
След войната новата сграда продължава да се използва от военното министерство. През 1926 г. тук е открит пансион за сираци от войните, а през 1928 г. министерството я купува и открива профилирано училище с три отдела – обущарски, шивашки и кошничарски. През 1940 г. Морското училище заема част от сградата, а след 1943 г. заема цялата площ и остава там до 1954 г. От 1956 г. до 1972 г. сградата се използва от френската гимназия „Жолио Кюри“, а от 1972 г. от училище „Добри Христов“. Сградата е паметник на архитектурата.
През 1922 г. колежът се премества в първоначалната си сграда (на бул. „Сливница“ 24) и по проект на арх. Дабко Дабков е надстроен с трети етаж и мансарда. През 1928 г. монахините закупуват от търговеца Никола Лафчиев прилежащия имот от 330 кв. м. През 1931 г. отново арх. Дабков изготвя проект за ново тяло и така се оформя френския девически колеж. През 1933 г. колежът е признат за реална гимназия. Колежът е бил едно от най-престижните варненски училища. В същата сграда през 1940 г. се настанява и немското училище.
 
Ученичките в колежа са от различни националности – българки, еврейки, арменки, гъркини и туркини. Пансионерките са били предимно от Южна Добруджа и Северна България. Цялото обучение се провеждаше на френски език, без химия и българска история. При завършване на последния клас се полагаше матура по всички предмети пред комисия от представител на Министерството на просветата и представител на Френското посолство.
След закриване на мъжкия колеж „Свети Михаил“ през 1934 г. на незавършилите младежи е разрешено да продължат образованието си в колежа „Свети Андрей“, с което той става смесена реална гимназия.
През 1947 г. колежът чества тържествено своята 50-годишнина. Колежът е затворен през 1948 г. заедно с останалите чуждоезични колежи в България съгласно Закона за чуждите училища в България. От 1952 до 1986 г. сградата се използва от Военна болница – Варна и е известна под името „Госпитала“.
 
След като военната болница се премества в новата си сграда, старата е изоставена. След 1989 г. Католическата църква не успява да си възстанови собствеността върху имота. Въпреки че е със статут на паметник на архитектурата, сградата е съборена през 2008 г., а на следващата година на нейно място е построена офис сграда по проект на архитектите Иванка Караджова и Люляна Чонева като са направени опити да се запазят оригиналните фасади на бившия колеж. 

## Възпитаници
- Гинка Алатова – първата говорителка на Радио Варна е завършила колежa през 1935 г.